# Écrin du cœur d'Anne de Bretagne

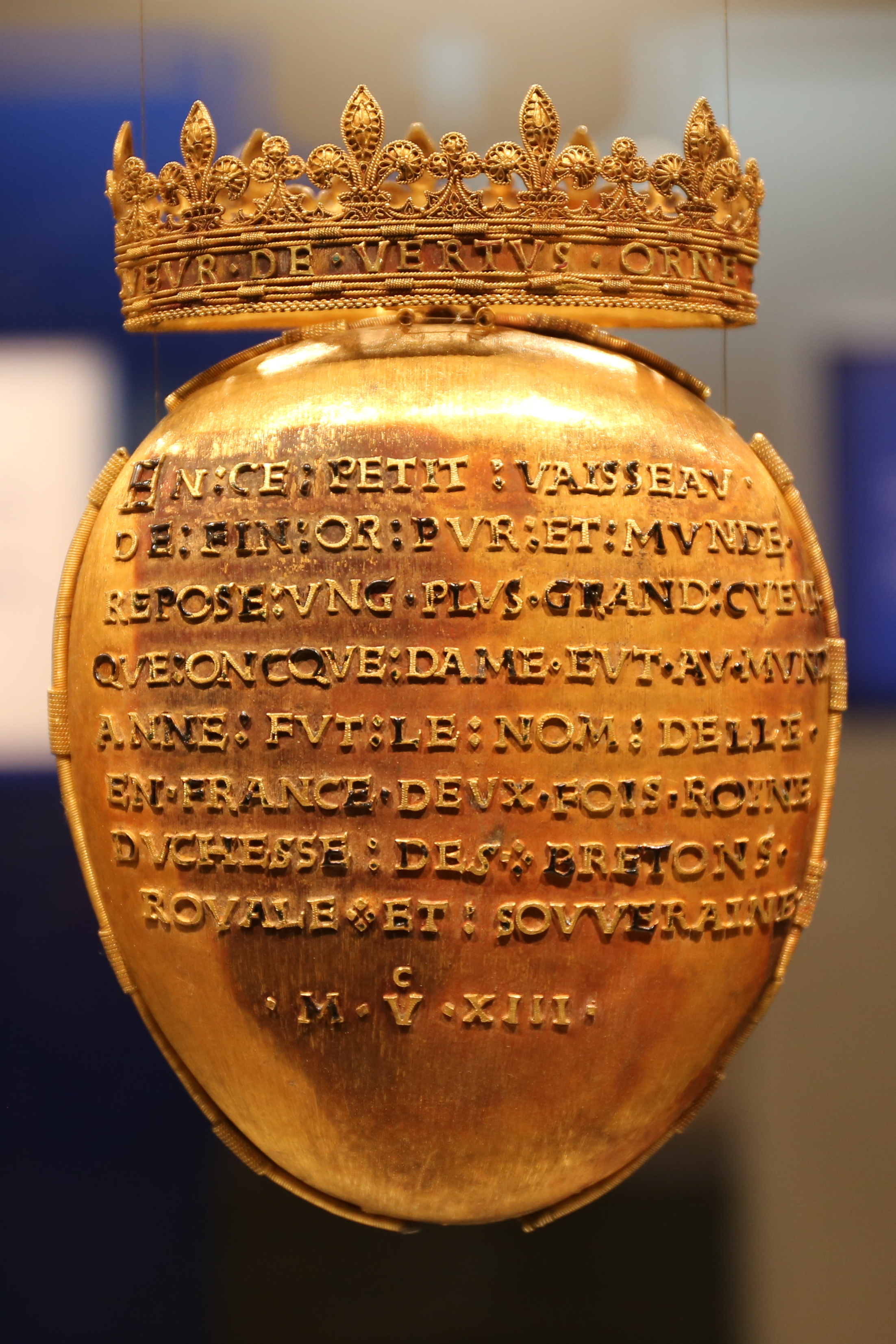
L'autre face du cardiotaphe. La tache sombre est due au transfert du fer et du plomb des boîtes métalliques qui le contenaient.

L'écrin du cœur d'Anne de Bretagne, souvent appelé reliquaire du cœur d'Anne de Bretagne, est un objet funéraire d'orfèvrerie, fabriqué au début du XVIe siècle pour accueillir le cœur de la duchesse Anne de Bretagne (1477-1514), reine de France. Il est conservé au musée départemental Thomas-Dobrée de Nantes depuis 1896.
Dérobé dans la nuit du 13 au 14 avril 2018, l'écrin a été retrouvé par la police le 21 avril dans les environs de Saint-Nazaire et restitué au musée en septembre de la même année.

## Description
Les auteurs de l'écrin cardiotaphe sont inconnus : l'écrin aurait peut-être été dessiné par Jean Perréal et peut-être exécuté par un orfèvre anonyme de la cour de Blois. Il s'agit cependant de suppositions faites par rapport aux travaux exécutés pour l'enterrement de la reine, ceux-ci étant détaillés par des archives connues, contrairement aux cérémonies de transfèrement de son cœur. En outre, l'absence de poinçon de maître empêche une attribution quelconque.
L'écrin (ou reliquaire) du cœur (appelé cardiotaphe) de la duchesse Anne de Bretagne est une boîte ovale, bivalve, en tôle d'or repoussée et guillochée, articulée par une charnière, bordée d'une cordelière d'or. Il est amati au ciselet pour lui donner un aspect satiné. Il est cerné d'inscriptions en lettres d'or rehaussées d'émail vert, bleu, rouge, à la gloire du cœur d'Anne. Sur les deux coques, on peut lire ces inscriptions : 
| Sur l'une des faces extérieures : | Sur l'autre : |
| --- | --- |
| « En ce petit vaisseau De fin or pur et munde Repose ung plus grand cueur Que oncque dame eut au munde Anne fut le nom delle En France deux fois royne Duchesse des Bretons Royale et Souveraine. M V XIII » | « Ce cueur fut si très hault Que de la terre aux cieulx Sa vertu libéralle Accroissoit mieulx et miulx Mais Dieu en a reprins Sa portion meilleure Et ceste part terrestre En grand dueil nous demeur. » IXe Ianvier |
| Sur le revêtement intérieur en émail blanc, d'un côté : | Et de l'autre : |
| « O cueur caste et pudicque O juste et benoît cueur Cueur magnanime et franc De tout vice vainqueur. » | « Cueur digne entre tous De couronne céleste Ore est ton cler esprit Hord de paine et moleste. » |

L'année indiquée est en chiffres romains, sous forme abrégée. L'écriture complète serait « MCCCCCXIII », mais le « C » au-dessus du « V » signifie « cinq (V) cents (C) ». L'année de décès de la duchesse est, depuis plusieurs siècles, établie en 1514, mais cette mort est survenue antérieurement à la réforme de 1563-1564 du calendrier décidée par Charles IX, modification avant laquelle l'année commençait à Pâques, soit le 16 avril en 1514.
Un fermoir est placé au-dessus de l'écrin, en forme de « M » romain émaillé vert foncé. Sous l'écrin, une lettre en forme de « S » romain aurait été présente pour dissimuler la charnière inférieure. Avec le « M » du dessus, ces lettres auraient constitué un monogramme dédicacé à « Mater Salvatoris », « mère du Sauveur ».
L'écrin est surmonté d'une couronne, sommée de neuf fleurs de lys alternant avec neuf hermines (parfois décrites comme trèfles) ornés de filigranes. La couronne présente un texte « cvevr. de. vertvs. orne. dignement. couronne. » (cœur de vertu orne dignement couronne), dont les lettres, soulignées par sept rangs de cordelières, étaient émaillées de vert et les mots séparés d'un point en émail rouge. La couronne masque le fermoir supérieur.
Suivant des observations anciennes, la couronne est suspendue au-dessus de l'écrin par le biais d'une cordelière.
Il pèse 470 grammes.
L'ensemble est abîmé, sans doute du fait des manipulations successives depuis la première exhumation ordonnée par Gérard Mellier en 1727. Des taches sombres, visibles sur les faces de l'écrin, sont dues au transfert du fer et du plomb des boîtes métalliques qui le contenaient.

## Historique

### Décès de la reine et transport du cœur à Nantes
Anne de Bretagne, reine de France, doit être selon la tradition inhumée en la basilique de Saint-Denis. La reine avait émis le souhait que son cœur repose auprès de ses parents à Nantes. Philippe de Montauban, un fidèle conseiller, est chargé du transfert : il scelle l'écrin et se charge de le ramener à Nantes.

Blason de Philippe de Montauban.

Le cardiotaphe est placé dans trois coffrets (de l'intérieur vers l'extérieur, suivant la description de 1727) :
- un coffret de plomb renfermant directement l'écrin, protégé par un scapulaire en étoffe ;
- puis un coffre de fer « en forme de bahu », présentant une poignée en fer sur le dessus et une serrure ;
- enfin un coffret de plomb scellé sans aucune serrure présentant deux anses de plomb et huit hermines en relief. Au-dessus de chaque anse, les armes de Philippe de Montauban sont présentes.

L'ensemble est transporté à Nantes en grande pompe. Le 19 mars 1514, il est placé par Montauban assisté de Bretaigne, héraut d'armes d'Anne de Bretagne, dans le tombeau de François II de Bretagne (alors en la chapelle des Carmes), sur une pierre d'ardoise, entre les deux cercueils des parents de la duchesse.

### Exhumation et exposition
En 1727, Gérard Mellier, alors maire de Nantes, fait exhumer l'écrin, craignant que les religieux n'en aient fait fondre l'or. La boîte est vide car le cœur s'est probablement désagrégé.
Le 25 décembre 1793, pour répondre à une instruction de la Convention nationale, le reliquaire est à nouveau exhumé, vidé, puis saisi au titre de la collecte des métaux précieux appartenant aux églises, et envoyé à la Monnaie de Nantes pour y être fondu. Mais, reconnu « monument des sciences et des arts », il est préservé et transféré au Cabinet des médailles de la Bibliothèque nationale. Il est rendu à Nantes aux musées départementaux de Loire-Inférieure le 25 septembre 1819 à des fins d'exposition, puis au musée d'archéologie de l'Oratoire à partir du 25 juin 1886, au musée Dobrée depuis le 18 avril 1896.
Sa fragilité et sa valeur patrimoniale sont telles qu'il est rarement prêté. Une escorte policière l'a accompagné lorsqu'il a été prêté au château des ducs de Bretagne en 2007 le temps d'une exposition intitulée Anne de Bretagne, une Histoire, un mythe. À l'occasion des 500 ans de la mort d'Anne de Bretagne en 2014, le musée Dobrée organise l'exposition « Le cœur d'Anne de Bretagne » au château de Châteaubriant (Grand Patrimoine de Loire-Atlantique). Pour la même occasion, l'écrin est prêté au château de Blois, de Nantes et au Musée de Bretagne à Rennes. À cette occasion également, l'écrin est numérisé en 3D et analysé par spectrométrie de fluorescence X au laboratoire Archéosciences de l'université de Rennes-I. Cette analyse révèle que les deux coques sont composées d'or à près de 90 %, les lettres à 85 %, la cordelière à 85 % et ses nœuds à 80 %, l'argent et le cuivre qui complètent l'alliage ayant pour objet de diminuer la malléabilité de l'objet.
Une réplique fidèle de cet écrin a été réalisée en 1991 par un joaillier allemand, Jürgen Abeler (1933-2010), de Wuppertal. Elle a été acquise par le musée du château des ducs de Bretagne qui la prête également pour des expositions,. Cette œuvre avait été réalisée pour l'exposition La Bretagne au temps des ducs qui s'est tenue à l'Abbaye de Daoulas (Finistère) du 15 juin 1991 au 6 octobre 1991.
L'écrin original avait été assuré par le passé à hauteur de cinq millions d'euros.

### Le vol de l'écrin
L'écrin a été volé durant la nuit du vendredi 13 avril au samedi 14 avril 2018 au sein du musée départemental Thomas-Dobrée où il était exposé dans le bâtiment Voltaire dans le cadre d'une exposition intitulée « Voyage dans les collections »,. Le vol de cet objet emblématique de l'histoire de la Bretagne a provoqué une vive émotion.
D'après les bandes vidéos et les informations livrées par les enquêteurs, le forfait aurait été commis par quatre individus casqués qui se sont introduits dans le musée. L'alarme aurait retenti vers 3 h 30 du matin. Une société de sécurité se serait alors rendue sur place mais n'aurait rien remarqué de particulier. Selon le quotidien Ouest-France, un gardien était présent la nuit du vol du reliquaire. Le vol a été constaté à la prise de service des employés du musée à 9 h et n'a été signalé aux autorités que vers 11 h 30. Probablement intéressés par l'or, les malfaiteurs se sont emparés également d'une statue hindoue dorée datant de la fin du XIXe siècle ou du début du XXe siècle, ainsi que d'une cinquantaine de monnaies médiévales en or des rois de France et des ducs de Bretagne, dont un exemplaire de la cadière d'Anne de Bretagne. Le détail des œuvres volées a été mis en ligne par le musée Dobrée.
La sécurité du musée Dobrée a été d'emblée mise en cause, notamment par « l'Association Historique du Pays de Campbon ». Face à ces critiques, la responsable du musée, Julie Pellegrin, a indiqué que sa mission n'était pas de conserver le cardiotaphe dans un coffre-fort mais de l'exposer. Des appels ont été solennellement lancés aux détenteurs de l'inestimable écrin afin de les dissuader de commettre l'irréparable en le fondant pour récupérer son or.
Le 20 avril 2018, trois hommes ont été placés en garde à vue dans les locaux de la police judiciaire nantaise et devaient être présentés à un juge d’instruction le lendemain matin, en vue d'une éventuelle mise en examen. Âgés de 23 et 25 ans, originaires du département — l'un a été arrêté à Saint-Nazaire, tandis que l'autre, déjà connu de la justice pour des affaires de vol, s'est présenté de lui-même à la police —, ces deux suspects ne semblent pas faire partie d'un groupe organisé, habitué à ce type d'opération. Les enquêteurs s'orientent désormais vers de la délinquance de droit commun. Le troisième individu, un mineur, a été remis en liberté. Les deux autres suspects identifiés dans le cadre de l’enquête sont encore activement recherchés.
Le reliquaire ainsi que les autres objets volés ont été retrouvés par la police le 21 avril, « apparemment en bon état » selon le procureur de la République de Nantes, enterrés dans une zone boisée de Saint-Marc-sur-Mer sur la commune de Saint-Nazaire.
Après trois semaines de détention, l'un des deux suspects qui a permis notamment de retrouver les objets volés, a été remis en liberté le 14 mai 2018 et assigné à résidence à son domicile sous bracelet électronique. Mais depuis le 4 juillet, il a été écroué une nouvelle fois à La Roche-sur-Yon, pour avoir violé les conditions de son assignation à résidence.
Le reliquaire est restitué au musée Dobrée fin septembre 2018. La conservatrice du musée indique qu'il est « en bon état ». Le reliquaire sera cependant confié à une société de restauration. Sa présentation dans le musée est prévue pour 2022, après restauration du bâtiment.

## La controverse sur la propriété du reliquaire
Le vol de l'écrin a ravivé une querelle déclenchée en 2007 au sujet de la propriété du précieux objet. Se fondant sur une étude juridique commandée par la ville de Nantes en 2006, Alain Croix, professeur d'histoire moderne, et Jean-Louis Jossic, ancien adjoint à la culture de la ville de Nantes, ont fait valoir que le précieux reliquaire appartiendrait à la commune de Nantes et non au conseil départemental de Loire-Atlantique. Toujours est-il que l'écrin a été finalement restitué au musée Dobrée, son dernier détenteur, en septembre 2018.